# Ragnvald Knaphövde
Ragnvald Knaphövde lub Ragvald (pol. Ragnwald Okrągłogłowy) – król Szwecji w latach ok. 1125 do ok. 1130. Data urodzenia Ragnvalda jest nieznana oraz wiadomości o jego pochodzeniu są niepewne. Według islandzkiego wykazu królów szwedzkich, datowanego na początek XIV w., miał być synem Olofa Näskonunga.
Dynastia Stenkilów, panująca od ok. 1060 r. w niespokojnych czasach walk wewnętrznych pomiędzy kolejnymi pretendentami do tronu, wygasła wraz ze śmiercią króla Inge II Młodszego ok. 1125 r. Pretensje do tronu wysunął wówczas książę duński Magnus Nilsson (duń. Magnus Nielsen), syn Małgorzaty Fredkulli, córki króla Inge I Starszego. Prawdopodobnie został on uznany królem przez Gotów w Götaland.
Według potwierdzających się wzajemnie przekazów szwedzkich i duńskich mieszkańcy Svealandu obrali wówczas własnego króla o imieniu Ragnvald, w późniejszej tradycji nazywanego Knaphövde („Okrągłogłowy”). Spis władców przy Starszym Prawie Västergötlandu (Äldre Västgötalagens kungalängd; datowany na ok. 1240 r.) podaje, że odbywając zwyczajowy objazd prowincji wjechał do Västergötlandu nie biorąc wcześniej zakładników, co gwarantowałoby mu bezpieczeństwo osobiste. Było to pogwałceniem starego zwyczaju i poruszeni tym zuchwalstwem mieszkańcy Västergötlandu napadli na niego i zabili w miejscu o nazwie Karllæpitt (najprawdopodobniej chodzi tutaj o miejsce zebrań tingu w Karleby niedaleko Falköping). Informacje te, chociaż nie pada tam imię Ragnvalda, potwierdza kronika duńska Saxo Gramatyka.